# Пољска на Европском првенству у атлетици на отвореном 1934.
Пољска је учествовала на 1. Европском првенству у атлетици на отвореном 1934. одржаном у Торинуу од 7. до 9. септембра. Репрезентацију Пољске представљало је пет атлетичара који су се такмичили у 7 дисциплина.
На овом пеценству представници Пољске су освојили 2 медаље (сребрну и бронзану) и оборили национални рекорд на 800 м.
У укупном пласману Пољска је са две освојене медље заузела 11. место, од 15 земаља које су освајале медаље.
У табели успешности према броју и пласману такмичара који су учествовали у финалним такмичењима (првих 8 такмичара) Пољска је са 6 пласмана у финалу заузела 9. место са 27 бодова, од 18 земаља које су имале представнике у филану, од укупно 23 земље учеснице.
| Пл. | Земља  | 1. место | 2. место | 3. место | 4. место | 5. место | 6. место | 7. место | 8. место | Бр. фин. | Бодови |
| --- | ------ | -------- | -------- | -------- | -------- | -------- | -------- | -------- | -------- | -------- | ------ |
| 9.  | Пољска | 0 - 0    | 1 - 7    | 1- 6     | 1 - 5    | 1 - 4    | 1 - 3    | 1 - 2    | 0 - 0    | 6        | 27     |

## Учесници
| Дисциплина | Спортисти         | Спортисти |
| Дисциплина | Мушкарци          |           |
| ---------- | ----------------- | --------- |
| 800 м      | Казимјеж Кухарски |           |
| 1.500 м    | Јануш Кусоћињски  |           |
| 5.000 м    | Јануш Кусоћињски* |           |

| Дисциплина   | Спортисти      | Спортисти |
| Дисциплина   | Мушкарци       |           |
| ------------ | -------------- | --------- |
| Троскок      | Едвард Лакхаус |           |
| Бацање кугле | Зигмунт Хељаш  |           |
| Бацање диска | Зигмунт Хељаш* |           |
| Десетобој    | Јежи Плавчик   |           |

- Такмичари означени бројем су учествовали у још неким дисциплинама

## Освајачи медаља

### Сребро
- Јануш Кусоћињски — 5.000 м

### Бронза
- Јежи Плавчик — Десетобој

## Резултати

### Мушкарци
| Атлетичар         | Дисциплина   | Лични рекорд | Квалификације | Квалификације | Финале               | Финале  | Детаљи |
| Атлетичар         | Дисциплина   | Лични рекорд | Резултат      | Место         | Резултат             | Место   | Детаљи |
| ----------------- | ------------ | ------------ | ------------- | ------------- | -------------------- | ------- | ------ |
| Казимјеж Кухарски | 800 м        |              | 1:57,5        | 2. у гр. 2 КВ | 1:53,4 НР            | 6 / 12  | [ 2 ]  |
| Јануш Кусоћињски  | 1.500 м      |              | 4:01,8        | 3 у гр. 2     | 3:59,4               | 5 /14   | [ 2 ]  |
| Јануш Кусоћињски  | 5.000 м      |              |               |               | 15:52,0              | 10 / 13 | [ 2 ]  |
| Зигмунт Хељаш     | бацање кугле |              | 14,78         | 7 / 13        | [ 2 ]                |         |        |
| Зигмунт Хељаш     | бацање диска |              | 42,50         | НП            | Није се квалификовао | НП      | [ 2 ]  |

десетобој
| Атлетичар    | Дисциплина | 100 м | СД   | КУ    | СВ   | 400 м | 110 пр | ДИ    | СМ   | КО    | 1.500 м | Финале            | Пласман |
| ------------ | ---------- | ----- | ---- | ----- | ---- | ----- | ------ | ----- | ---- | ----- | ------- | ----------------- | ------- |
| Јежи Плавчик | Резултати  | 11,6  | 6,36 | 11,60 | 1,87 | 53,4  | 17,0   | 39,84 | 3,70 | 50,19 | 5:07,8  | 6.179 (7.552,345) |         |

- Жутом бојом је истакнут најбољи резултат од свих талмичара у тој дисциплини.

## Галерија
- Казимјеж Кухарски
- Јануш Кусоћињски
- Зигмунт Хељаш

## Скорашње везе
- Комплетни резултати ЕП 1934 на сајту ЕАА